# Zdenka Kvapilová-Čížková
Zdenka Kvapilová–Čížková (8. září 1884 Praha-Staré Město – 19. ledna 1955 Praha) byla česká herečka, pseudonym Zdenka Rydlová.

## Životopis
Rodiče Zdenky byli Heřman Čížek (6. 12. 1848), klenotník v Praze a Žofie Čížková-Vaníčková-Fritzová (1858), svatbu měli 4. 2. 1883, rozvedli se 21. 4. 1888. Měla dva nevlastní sourozence z prvního otcova manželství Heřmana Čížka (30. 9. 1880) a Marii Čížkovou (6. 4. 1882) a z matčiny strany Marii Augustu Hilbertovou-Vaníčkovou (1876–1962) herečku Národního divadla a Emmu Žofii Vaníčkovou (30. 4. 1878). Zdenka byla v letech 1910–1950 druhou ženou Jaroslava Kvapila. Měli spolu dceru Evu Kvapilovou.
Na profesionální hereckou dráhu se Zdenka připravovala u Hany Kvapilové, první ženy Jaroslava Kvapila. Jako ochotnice vystupovala 1904 v Národní divadle, ve Švandově divadle (1904) a v plzeňském Městském divadle (1904–1906). Nakonec přešla do činohry Národního divadla, kde setrvala až do svého penzionování (1906–1928).
Vystoupila z církve katolické roku 1910. Těsně před začátkem první světové války se stala herečkou filmové společnosti ASUM, kolegyně z Národního divadla, Anny Sedláčkové a Maxe Urbana. Ojediněle spolupracovala s rozhlasem. Za války pracovala pro Maffii. Svůj pseudonym Rydlová si zvolila podle polského dramatika Lucjana Rydela. V Praze VII bydlela na adrese Letenské náměstí 7.
Zdenka Rydlová – Kvapilová se stala herečkou energických, silných, rázovitých a životem překypujících moderních i klasických bojovnic. Nechtěla povrchní líbivost, snažila se se svým výrazným zjevem, měkkým a do temna zabarveným hlasem o dobrý rozmar, kulišáctví, lišáctví a hravost, pevnost, cílevědomost, jadrnost, s pudy a i instinkty v naturalismu. Na druhou stranu neovládala dívčí citlivost, něhu, vroucnost, měkkost a prostou ženskost. Od své učitelky Hany Kvapilové přejala cit, kultivovaný projev, po její smrti přebírala i její postavy, byla ale zemitější, hutnější, ostřejší a s ucelenou určitostí.
Jaroslav "krib" Lopour

## Dílo

### Divadelní postavy
- královna Žofie: Jan Hus – Alois Jirásek
- Marie: Večer tříkrálový – William Shakespeare
- Blažena, Voršila: Mnoho povyku pro nic – W. Shakespeare
- Rosalinda: Jak se vám líbí – W. Shakespeare
- Elf a Puk: Sen noci svatojánské – W. Shakespeare
- Áda: Samota – A. Jirásek
- Madlena Vojnarová: Vojnarka – A. Jirásek
- Anna: Otec – Florian Zeller
- Pierotka: Závoj Pierotčin – Ernö Dohnányi
- žena: Ďáblice – Karl Schönherr
- Božena: Směry života – František Xaver Svoboda
- Hela: Jiný vzduch – Matěj Anastasia Šimáček
- Máša: Tři sestry – Anton Pavlovič Čechov
- mladá kněžna: Lucerna – A. Jirásek
- Doňa Blanka: Doňa Sanča – Julius Zeyer
- Jessika: Benátský kupec – W. Shakespeare
- Regina Engstrandová: Strašidla – Henrik Ibsen
- Helena: Když réva znovu kvete – Bjørnstjerne Martinius Bjørnson
- Hanka: Morálka paní Dulské – Gabriela Zapolska
- Hilda: Stavitel Solness – H. Ibsen
- Dorotka: Strakonický dudák – Josef Kajetán Tyl
- Věra: Šosáci – Viktor Aleksandrovič Ryškov
- Vilemína: Fraška o mistru Patelinovi – anonym
- Anka: Jánošík – Jiří Mahen
- paní Sirelli: Každý má svou pravdu – Luigi Pirandello
- Anais: Slaměný klobouk – Jan Werich, Jiří Voskovec
- paní Turcaretová: Turcaret – Alain-René Lesage
- paní Šebířová: Uloupená kadeř – Alexander Pope
- Kata: Ekvinokce – Ivo Vojnović
- paní C.: Komedie v kostce – Edmond Konrád
- Felice: Velebníček – James Matthew Barrie
- Mary a Anny: Katakomby – Gustav Davis
- Bianca: Florencká tragédie – Oscar Wilde
- Simona: Sokyně – Tirso de Molina
- matka Tylová: Modrý pták – Maurice Maeterlinck
- mladá měšťanka pražská: Jan Žižka – A. Jirásek
- slečna Eynsford Hillová: Pygmalión – George Bernard Shaw
- Chorus: Romeo a Julie – W. Shakespeare

### Němý film
- Idyla ze staré Prahy – komedie s Karlem Váňou, Andulou Sedláčkovou, Milošem Vávrou, Lídou Sudovou a Aloisem Sedláčkem, režisér Max Urban, 1913 (film se nedochoval)
- Andula žárlí – komedie s Karlem Váňou, Andulou Sedláčkovou, Milošem Vávrou, Lídou Sudovou, Aloisem Sedláčkem a Ninou Laušmanovou, režisér Otakar Štáfl, 1914 (film se nedochoval)